# Tamara Moskvina

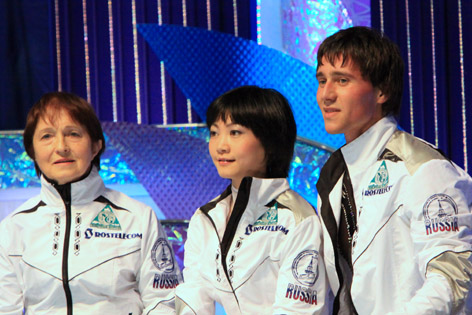
Tamara Moskvina met schaatsers Yuko Kawaguchi en Aleksandr Smirnov (2009)

Tamara Nikolajevna Moskvina (uitspraakⓘ) (Russisch: Тама́ра Никола́евна Москвина́; Leningrad, 26 juni 1941) is een Russisch voormalig kunstschaatsster en gevierd schaatscoach. Tussen 1984 en 2002 won op de Olympische Winterspelen ten minste een van haar paren een olympische medaille; in 1992 en 1998 coachte ze zowel het gouden als het zilveren kunstschaatspaar.

## Biografie
Moskvina, geboren als Tamara Bratoes, begon op tienjarige leeftijd met kunstschaatsen. In 1957 werd Igor Moskvin haar coach. Ze kregen later een relatie en huwden in 1964. Moskvina was van 1962 tot en met 1966 nationaal kampioen bij de vrouwen. Haar beste resultaat bij de EK was een veertiende plek. Haar man stelde voor om het paarrijden te proberen, waarna ze een seizoen schaatste met Aleksandr Gavrilov. Moskvina en Gavrilov werden meteen Sovjetkampioen. Daarna ging ze een samenwerking aan met Aleksej Misjin. Moskvina en Misjin namen deel aan de Olympische Winterspelen in Grenoble, waar ze vijfde werden. Ze veroverden in 1968 en 1969 zilver en brons bij de EK en wonnen in 1969 ook brons op de WK. Moskvina beëindigde hierna haar sportieve carrière.
Zij en haar echtgenoot kregen twee dochters, geboren in 1970 en 1974. Al tijdens haar competitieve jaren toonde ze interesse in een carrière als kunstschaatscoach en bracht het vervolgens ook in de praktijk. Moskvina coachte onder meer de volgende paren:
- Jelena Valova / Oleg Vasiljev –  1984 , 1988
- Natalja Misjkoetjonok / Artoer Dmitrijev –  1992 , 1994
- Jelena Betsjke / Denis Petrov –  1992
- Oksana Kazakova / Artoer Dmitrijev –  1998
- Jelena Berezjnaja / Anton Sicharoelidze –  1998 , 2002

## Eigen resultaten
1958-1966 solo
| Kampioenschap           | 58/59 | 59/60  | 60/61  | 61/62 | 62/63 | 63/64 | 64/65 | 65/66 |
| ----------------------- | ----- | ------ | ------ | ----- | ----- | ----- | ----- | ----- |
| Europees kampioenschap  |       | 27e    |        | 19e   | 20e   |       | 14e   |       |
| Nationaal kampioenschap | 9e    | Zilver | Zilver | Goud  | Goud  | Goud  | Goud  | Goud  |

1964/65 met Aleksandr Gavrilov, 1965-1969 met Aleksej Misjin (voor de Sovjet-Unie uitkomend)
| Kampioenschap           | 64/65 |       | 65/66  | 66/67  | 67/68  | 68/69 |
| ----------------------- | ----- | ----- | ------ | ------ | ------ | ----- |
| Olympische Spelen       |       |       |        | 5e     |        |       |
| Wereldkampioenschap     |       |       | 6e     | 4e     | Zilver |       |
| Europees kampioenschap  |       |       | 6e     | Zilver | Brons  |       |
| Nationaal kampioenschap | Goud  | Brons | Zilver | Zilver | Goud   |       |

- Virtual International Authority File: 1941151778255518130004